# Chrasť nad Hornádom (przystanek kolejowy)
Chrasť nad Hornádom – przystanek kolejowy we wsi Chrasť nad Hornádom w kraju koszyckim na linii kolejowej nr 180 na Słowacji.